# بندیتو لوروسو
بندیتو لوروسو (انگلیسی: Benedetto Lorusso؛ زادهٔ ۱۰ اکتبر ۱۹۹۰) بازیکن فوتبال اهل ایتالیا است.
از باشگاه‌هایی که در آن بازی کرده‌است می‌توان به باشگاه فوتبال باری اشاره کرد.